# 감한솔
감한솔(甘한솔, 1993년 11월 19일~)은 대한민국의 은퇴한  축구 선수로, 포지션은 수비수였다.

## 어린 시절
강원도 철원군에서 태어난 감한솔은 문혜초등학교 1학년 때 철원 축구연합회장이 운영하던 철원군 어린이 축구단에서 축구를 시작하였다. 초등학교 3학년 때 아버지의 권유로 서울신묵초등학교 축구부로 떠났으며, 이후 경희중학교 축구부와 경희고등학교 축구부를 거쳤다. 경희고 3학년 시절 2011년 경기도 전국체전에서 팀을 3위로 이끌었다.
고등학교 졸업 이후 경희대학교 축구부에 입단한 감한솔은 1학년만에 주전으로 도약하였고, 이후 대학 축구 준우승을 한 활약을 바탕으로 연령별 대표팀에도 차출되었다.

## 구단 경력
경희대학교를 졸업 한 후, K리그 챌린지의 대구 FC에 자유계약으로 입단하였다. 2015년 8월 16일 K리그 챌린지 27라운드 고양종합운동장에서 펼쳐진 고양과의 경기에, 전반 39분에 교체 투입되며 프로 데뷔 무대를 가졌다. 2시즌 동안 12경기 1도움을 기록하였다.
2016년 12월 27일 골키퍼 김현성과 트레이드 되어 K리그 챌린지 서울 이랜드 FC에 입단하였다. 2017년 6월 18일 수원 FC와의 원정 경기에서 와다 아쓰키의 패스를 받아 드리블 돌파 후 득점하며, 프로 통산 첫 골을 기록했다.
2019시즌을 앞두고 부천 FC 1995로 이적했다. 2019년 6월 24일 열린 서울 이랜드 FC와의 경기에서 부천 입단 후 첫 골을 터뜨렸다.
2021시즌을 앞두고 K3리그의 천안시 축구단으로 이적했다.
2022시즌을 앞두고 부천 FC 1995에 입단했으며, 2023시즌을 끝으로 은퇴를 발표했다.

## 국가대표팀 경력
U-21 대표팀에 발탁되어 툴롱컵에 참가하였다. 또한 신태용 감독이 이끄는 대한민국 U-23 축구 국가대표팀에도 발탁이 되었다.

## 경기 성향
오른쪽 측면에서 빠른 스피드를 활용한 드리블과 정확한 킥이 장점인 선수이다.